# Контурне керування
Ко́нтурне керува́ння (англ. Contouring control) — рух з "числовим керуванням" по двох або більше осях, який здійснюється відповідно до команд, які визначають подальше необхідне положення та необхідні швидкості подачі до цього положення. Ці швидкості подачі змінюються одна щодо одної, унаслідок чого створюється бажаний контур (посилання на ISO/DIS 2806—1980).
У залежності вид виду обладнання, де цей вид керування реалізовано, буває:
Контурне (числове) програмне керування (обладнанням) — числове програмне керування верстатом, за якого переміщення його робочих органів для одержання необхідного контуру оброблення відбувається за заданою траєкторією із заданою контурною швидкістю. Контурна швидкість — геометрична сума векторів швидкостей переміщення робочого органа вздовж осей координат верстата.
Контурне керування промисловим роботом — керування виконавчим пристроєм промислового робота, за якого рук його робочого органа відбувається по заданій траєкторії з установленим розподілом у часі значень швидкості